# Comté de Kankakee
Le comté de Kankakee, en anglais : Kankakee County, est un comté situé dans l'État de l'Illinois, aux États-Unis. Selon le recensement des États-Unis de 2010, sa population est de 113 449 habitants, estimée à 109 605 habitants, en 2017. Son siège est la ville de Kankakee. Le comté fait partie de l'aire métropolitaine de Chicago. Le comté est baptisé en référence à la rivière Kankakee.

## Démographie

Pyramide des âges (2000).

Lors du recensement de 2010, la population du comté comptait 113 449 habitants. Elle est estimée, en 2017, à 109 605 habitants.
| Groupe            | Comté de Kankakee | Illinois | États-Unis |
| ----------------- | ----------------- | -------- | ---------- |
| Blancs            | 77,6              | 71,5     | 72,4       |
| Afro-Américains   | 15,2              | 14,6     | 12,6       |
| Autres            | 4,0               | 6,7      | 6,4        |
| Métis             | 2,1               | 2,3      | 2,9        |
| Asiatiques        | 0,9               | 4,6      | 4,8        |
| Amérindiens       | 0,3               | 0,3      | 0,9        |
| Total             | 100               | 100      | 100        |
|                   |                   |          |            |
| Latino-Américains | 9,0               | 15,8     | 16,7       |

## Comtés adjacents
| Comté de Grundy     | Comté de Will     | Comté de Lake, Indiana   |
| Comté de Livingston | comté de Kankakee | Comté de Newton, Indiana |
| Comté de Ford       | Comté d'Iroquois  |                          |